# Neue Bachgesellschaft

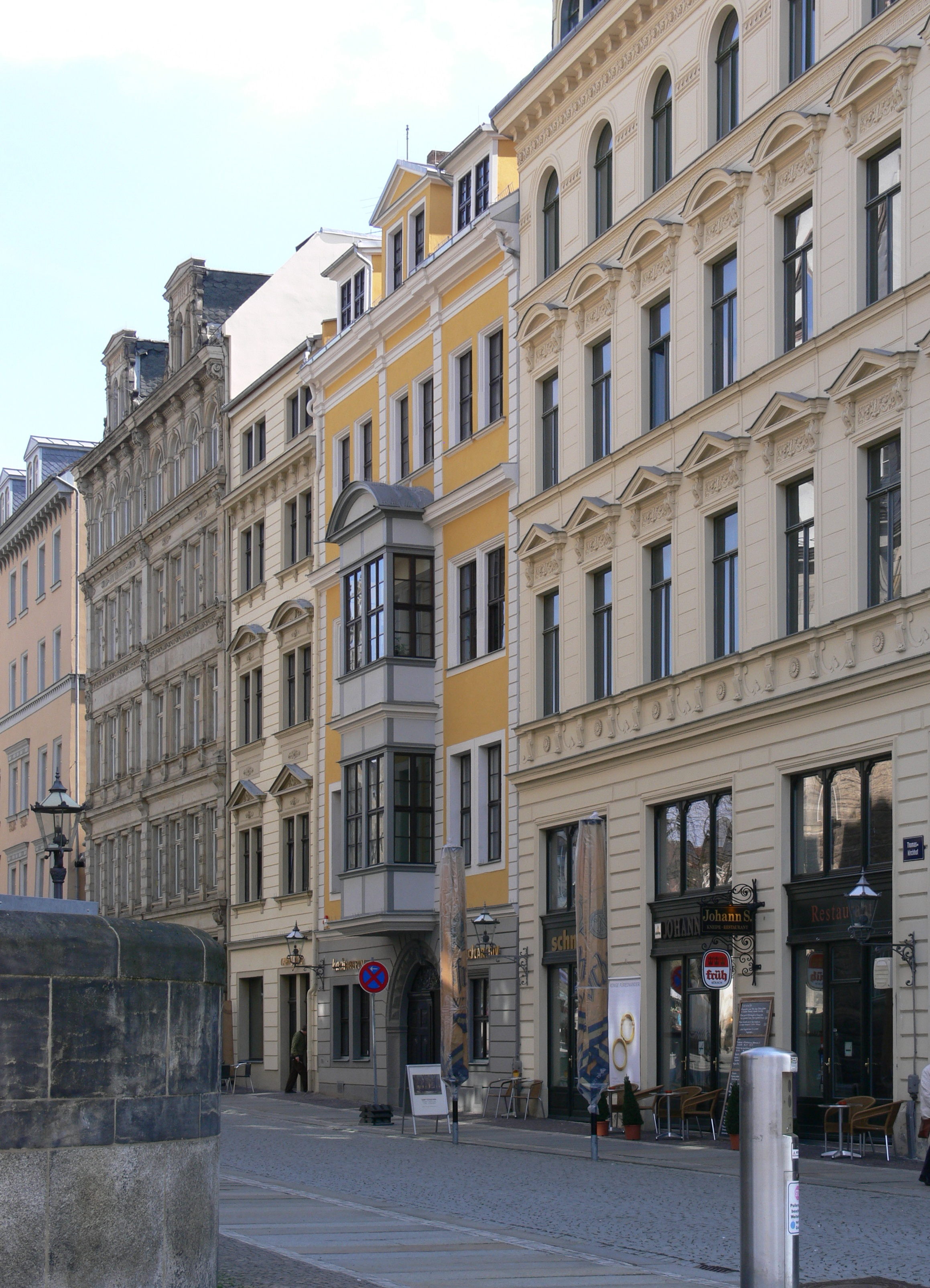
La Bosehaus di Lipsia, sede della Neue Bachgesellschaft.

La Neue Bachgesellschaft (tedesco, "Nuova società bachiana") è un'istituzione con sede a Lipsia, in Germania, finalizzata allo studio della vita e delle opere di Johann Sebastian Bach.

## Storia
L'associazione venne fondata nel 1900 come seguito della vecchia Bach-Gesellschaft, la società che, fra il 1851 e il 1899, aveva pubblicato la Bach-Gesellschaft Ausgabe, la prima edizione integrale delle composizioni di Johann Sebastian Bach fino ad allora conosciute. Dopo la pubblicazione dell'ultimo volume la Bach-Gesellschaft ritenne compiuta la sua missione, e, nel 1900, si sciolse.
La nuova società persegue tre progetti: la pubblicazione annuale del Bach-Jahrbuch; l'organizzazione, ogni due anni, del Bachfeste; e la gestione di un museo su Bach.
Nel 1907 la Neue Bachgesellschaft aprì un primo museo dedicato al compositore nella cittadina di Eisenach. Benché non sia direttamente coinvolta nella pubblicazione di spartiti, nel 1950 la società raccomandò un progetto per una nuova edizione integrale, riveduta e corretta, delle opere di Bach. L'idea, seguita dallo Johann-Sebastian-Bach-Institut di Gottinga e dal Bach-Archiv Leipzig di Lipsia, si concretizzò con l'uscita, dal 1954 al 2007, della Neue Bach-Ausgabe, in 96 volumi.
I direttori della Neue Bachgesellschaft sono stati:
- 1900-1902: Hermann Kretzschmar.
- 1902-1912: Georg Rietschel.
- 1912-1924: Hermann Kretzschmar.
- 1924-1930: Julius Smend.
- 1930-1936: Walter Simons.
- 1936-1945: Erwin Bumke.
- 1945-1949: Karl Straube.
- 1949-1974: Christhard Mahrenholz.
- 1975-1990: Hans Pischner.
- 1990-1996: Helmuth Rilling.
- Dal 1996: Martin Petzoldt.